# Lavaur, Tarn

Lavaur este o comună în departamentul Tarn din sudul Franței. În 2009 avea o populație de 10.475 de locuitori.

## Evoluția populației
| An        | 1975  | 1982  | 1990  | 1999  | 2006  | 2009   |
| --------- | ----- | ----- | ----- | ----- | ----- | ------ |
| Populație | 7.897 | 7.972 | 8.148 | 8.537 | 9.860 | 10.475 |

## Personalități născute aici
- Benjamin Thomas (n. 1995), ciclist.